# Thomas Mejer

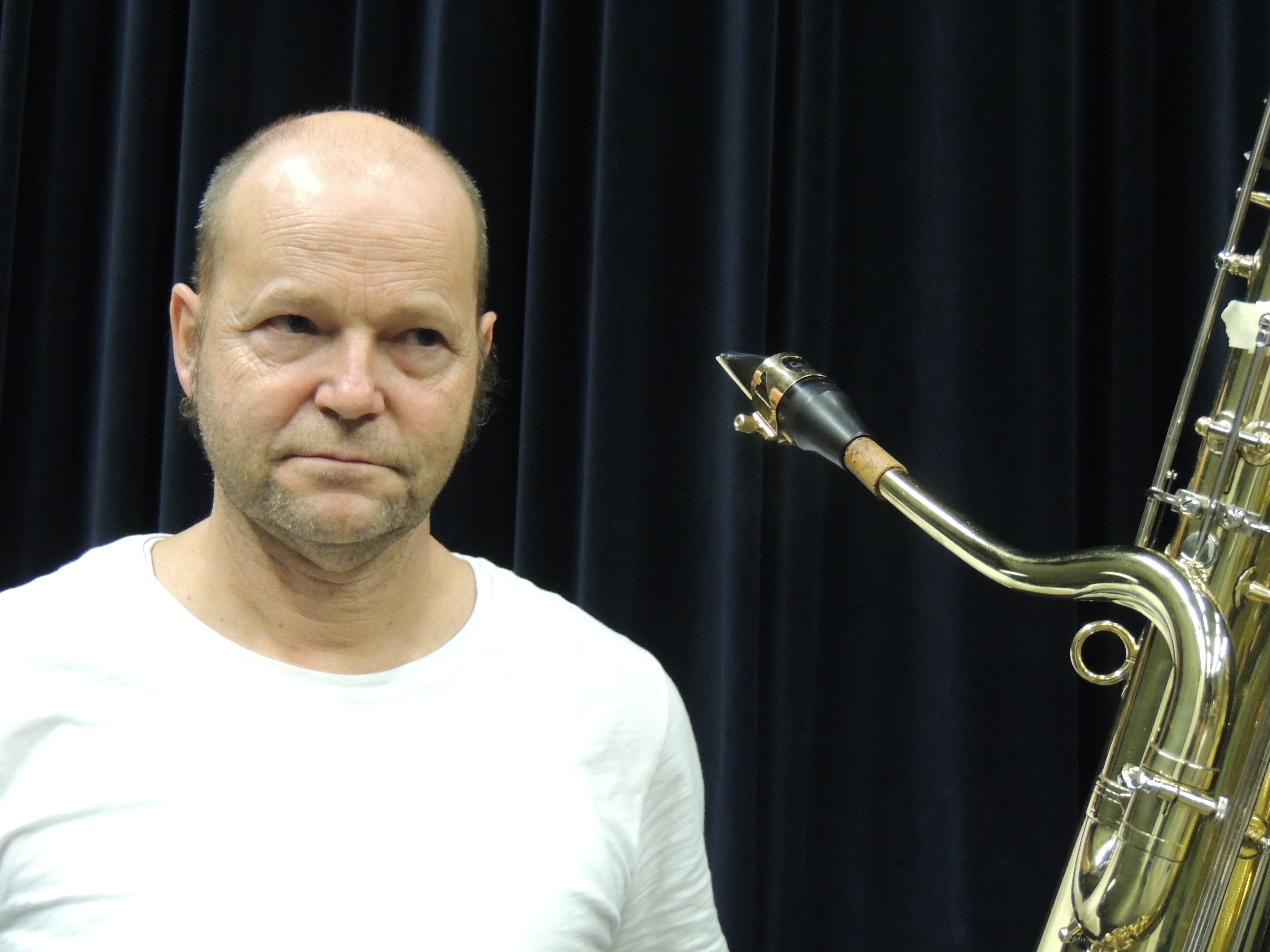
Thomas Mejer met zijn contrabassaxofoon

Thomas Kurt Josef Mejer (Luzern, 12 juni 1961) is een Zwitserse saxofonist en componist. Hij leidt het platenlabel earup, dat experimentele muziek in het grensgebied tussen nieuwe muziek en jazz uitbrengt.

## Biografie
Mejer studeerde aan het conservatorium in Luzern saxofoon bij Urs Leimgruber en Marcus Weiss. Ook studeerde hij bij Mick Green (Dartington College of Art) en compositie bij Vinko Globokar, Per Nørgård en Michael Finnissy (Universiteit van Sussex).
Zijn composities zijn uitgevoerd door o.a. Allegri Quartett, de BBC Singers, Ny Dansk Saxofon Kvartett, Cambridge New Music Players, Vision Saxofon-Quartett, Basel Sinfonietta en het Moskau New Music Ensemble.
Als saxofonist specialiseerde Mejer zich op de contrabassaxofoon. Hij speelde in groepen als KONTRA-Trio, Chicago Basses, TwoTubax, Masul en Keefe Jackson’s Likely So. Verder speelde hij o.a. met Martin Schütz, Fredy Studer, Michael Zerang en Fred Lonberg-Holm.
Mejer doceert heden aan de Musikhochschule Luzern.

## Werken en composities (selectie)
- 1989 The Minstrel is Entering Virtual Reality, voor octet
- 1990 Sulpizianische Bilderwelt, voor saxofoonkwartet
- 1994 Ahn-Nachtung, voor kamerorkest
- 2001 sulphur, voor drie improviserende solisten en groot orkest
- 2013 Princes‘ Balls, voor nonet
- 2014 Towards Capillary Attraction, voor tentet
- 2014 Macula Matris, voor 7 dansers, 7 sprekers en 7 musici
- 2017 Rusty Engines Resume, voor sextet